# Fogo
Fogo (Dja r’ Fogu en criollo caboverdiano) es una isla del archipiélago de Cabo Verde, en el grupo de Sotavento. Es la más alta del grupo, elevándose cerca de 3.000 m sobre el nivel del mar en el Pico do Fogo.

## Elementos identitarios

### Toponimia
Una violenta erupción tuvo lugar en 1680, haciéndose visible la cumbre de la isla en cientos de kilómetros a la redonda.

## Geografía física

### Localización
Fogo es una isla de Cabo Verde, perteneciente al archipiélago de Sotavento, se halla entre las islas de Santiago y Brava. 

### Orografía

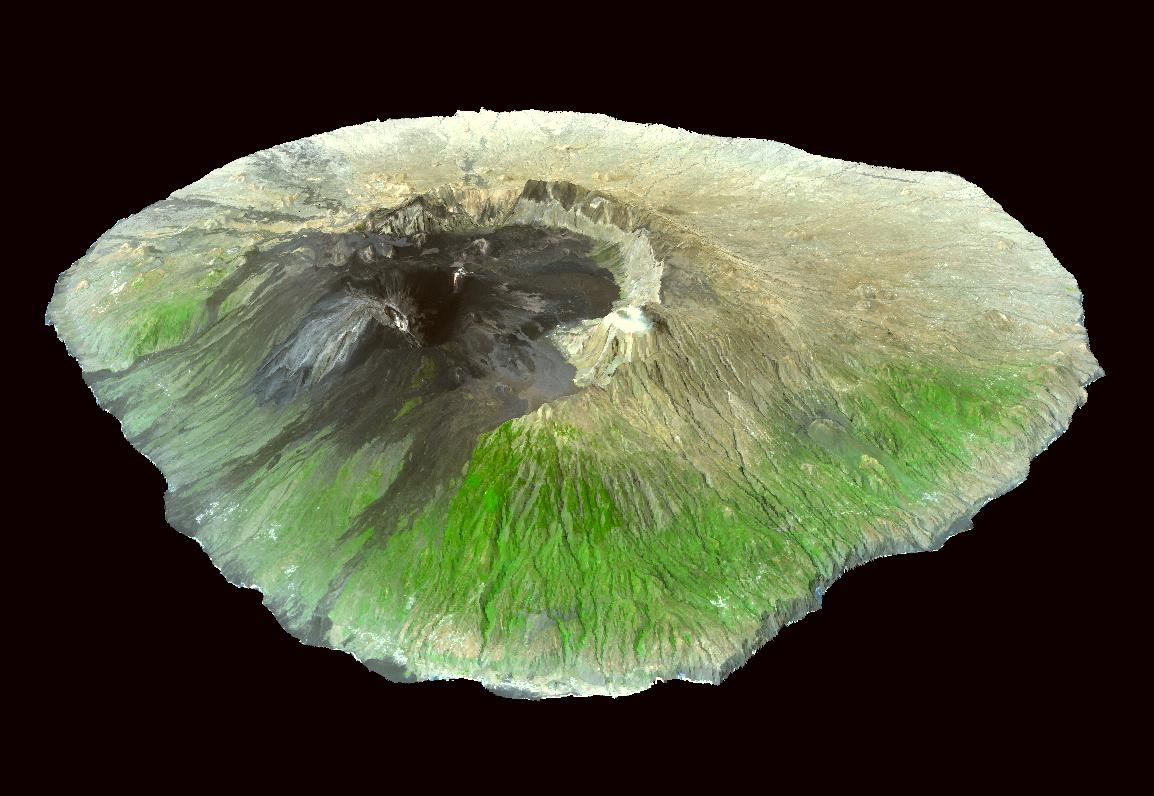
Imagen 3d de la isla de Fogo.

Casi toda la isla es un volcán activo cuya última erupción data de 2014. Exhibe una caldera de 9 km de ancho, con paredes de 1 kilómetro de altura. Esta caldera tiene una brecha en su borde oriental y un gran pico se eleva en el centro. El cono central se encuentra el punto más alto de la isla y su cima es unos 100 m más alta que la pared contigua de la caldera. La lava del volcán ha alcanzado la costa oriental de la isla en tiempos históricos.
Una pequeña localidad, llamada Chã das Caldeiras, se encuentra el pie del volcán. Sus residentes son evacuados periódicamente, cuando se producen erupciones.

### Clima
Es la isla de Cabo Verde que registra unas mayores precipitaciones.

## Naturaleza

### Fauna y flora

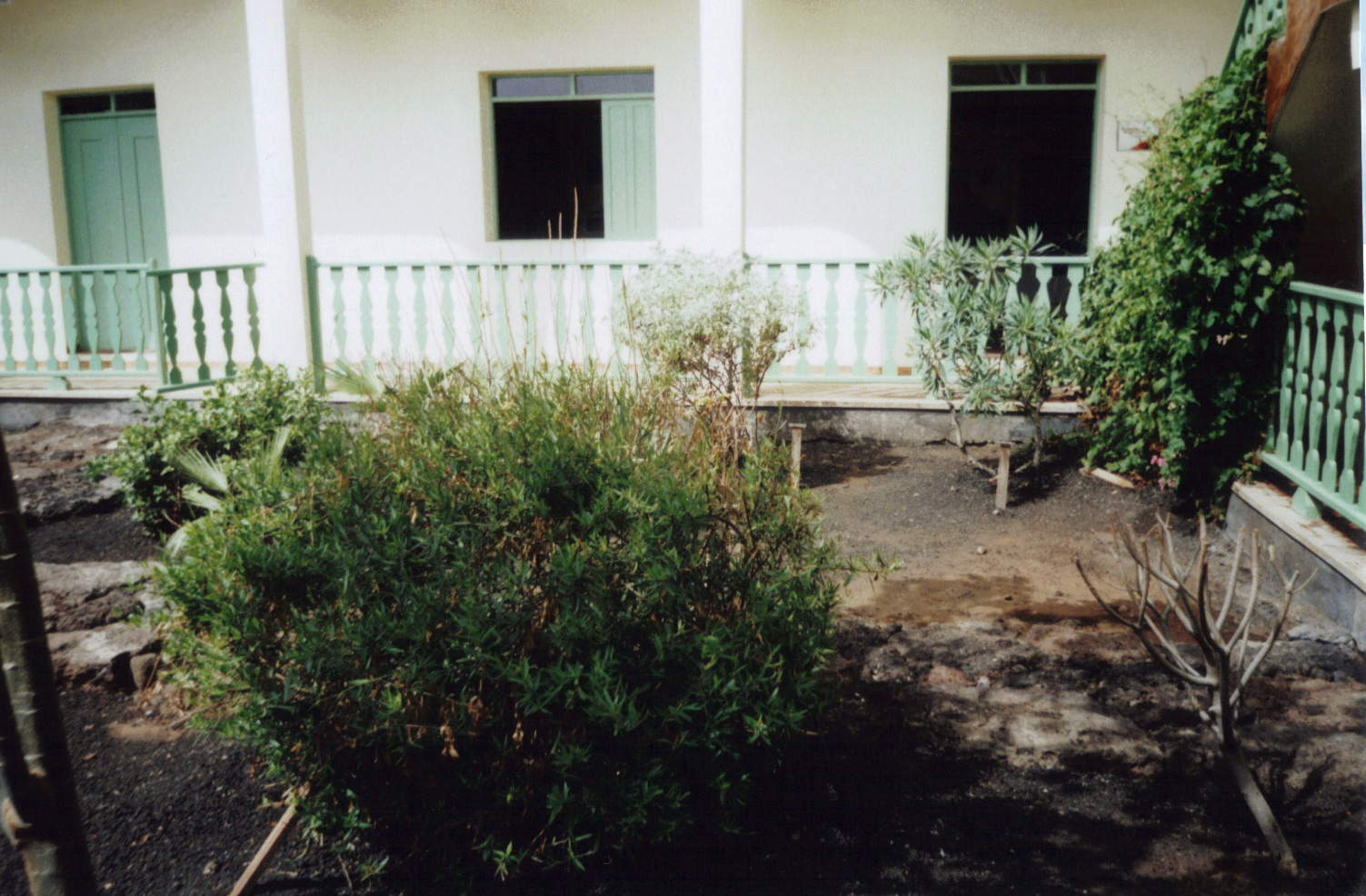
Plantas endémicas en el patio del museo en São Filipe.

En la isla de Fogo hay varias plantas endémicas:
- Crabo bravo (Erysimum caboverdiana).
- Língua de vaca (Echium vulcanorum).
- Losma (Artemisia gorgonum), una planta medicinal con un sabor amargo.
- Totolho (Euphorbia tuckeyana).
- Ruselma ( Rubidium ).

### Zonas protegidas
La única zona de interés es el parque natural de Fogo, ocupando una extensión de 8.469 hectáreas, albergando la zona del volcán, la caldera y la zona adyacente.

## Historia
Fogo fue descubierta el 1 de mayo de 1460 por el capitán genovés Antonio de Noli. La historia de Fogo va asociada al ritmo caprichoso del volcán que va modificando el paisaje con sus erupciones. Los portugueses se establecieron en 1500 en la isla, que llegó a contar con una numerosa población esclava.
La gran erupción de 1680 hizo que gran parte de la población emigró a la vecina Isla Brava. En 1785 la erupción depositó la lava en la parte nordeste de la isla haciéndola crecer, donde hoy se asienta la villa de Mosteiros. Posteriormente se produjeron las erupciones de 1799, 1847, 1852 y 1857. Casi un siglo después se produjo la erupción de 1951 y la última del siglo XX fue en 1995. El 23 de noviembre de 2014 entró de nuevo en erupción.
La emigración se inició en 1850, sobre todo a Norteamérica. La revolución civil de 1910 en Portugal llevó a la aristocracia y a los terratenientes de vuelta a Portugal. Existe un pequeño museo en Fogo que ilustra esta trayectoria histórica.

## Demografía
La población de la isla ha evolucionado según la siguiente tabla:
| Gráfica de evolución demográfica de Fogo entre 1940 y 2010 |
| |
| Evolución de la población (1940-2000) según los censos de población del Instituto Nacional de Estadística (Cabo Verde) Población según el censo de 2010 del Instituto Nacional de Estadística (Cabo Verde) |

## Economía
La economía de la isla se basa en la agricultura y la pesca, siendo el café y el vino sus productos más importantes. Buena parte de sus pobladores viven de las remesas enviadas por los emigrantes establecidos en los Estados Unidos y otros países. El turismo es un sector de importancia creciente, con el volcán como principal atracción para los visitantes extranjeros. La ciudad de São Filipe y Chã das Caldeiras acogen a casi todos los turistas.

## Transportes

### Transporte aéreo
La isla está conectada con el resto del país a través del Aeródromo de São Filipe, debido a la corta longitud de su pista solo puede albergar pequeños aviones del estilo ATR los que hacen el transporte de los pasajeros.

### Transporte marítimo
A 4 km al norte de la ciudad de São Filipe se encuentra el puerto de Vale Cavaleiros, que fue reconstruido en el año 2000, y tiene un calado de 5 metros. Las conexiones son irregulares, siendo la ruta Praia-Fogo-Brava, la única que une de forma regular todos los días del año.

## Organización territorial
La isla de Fogo está compuesta por 3 municipios.
- São Filipe
- Mosteiros
- Santa Catarina do Fogo

## Idiomas
Como en el resto de Cabo Verde, el portugués es la lengua oficial. No obstante, los pobladores de la isla hablan cotidianamente el dialecto local del criollo caboverdiano.